# 山西省 (中華民國)
山西省，為中華民國延續清朝制度所設置的22省之一，為華北六省之一。

## 省名由來
得名於在太行山以西。省境內在春秋時期為晉國之地，故簡稱「晉」。

## 管轄範圍

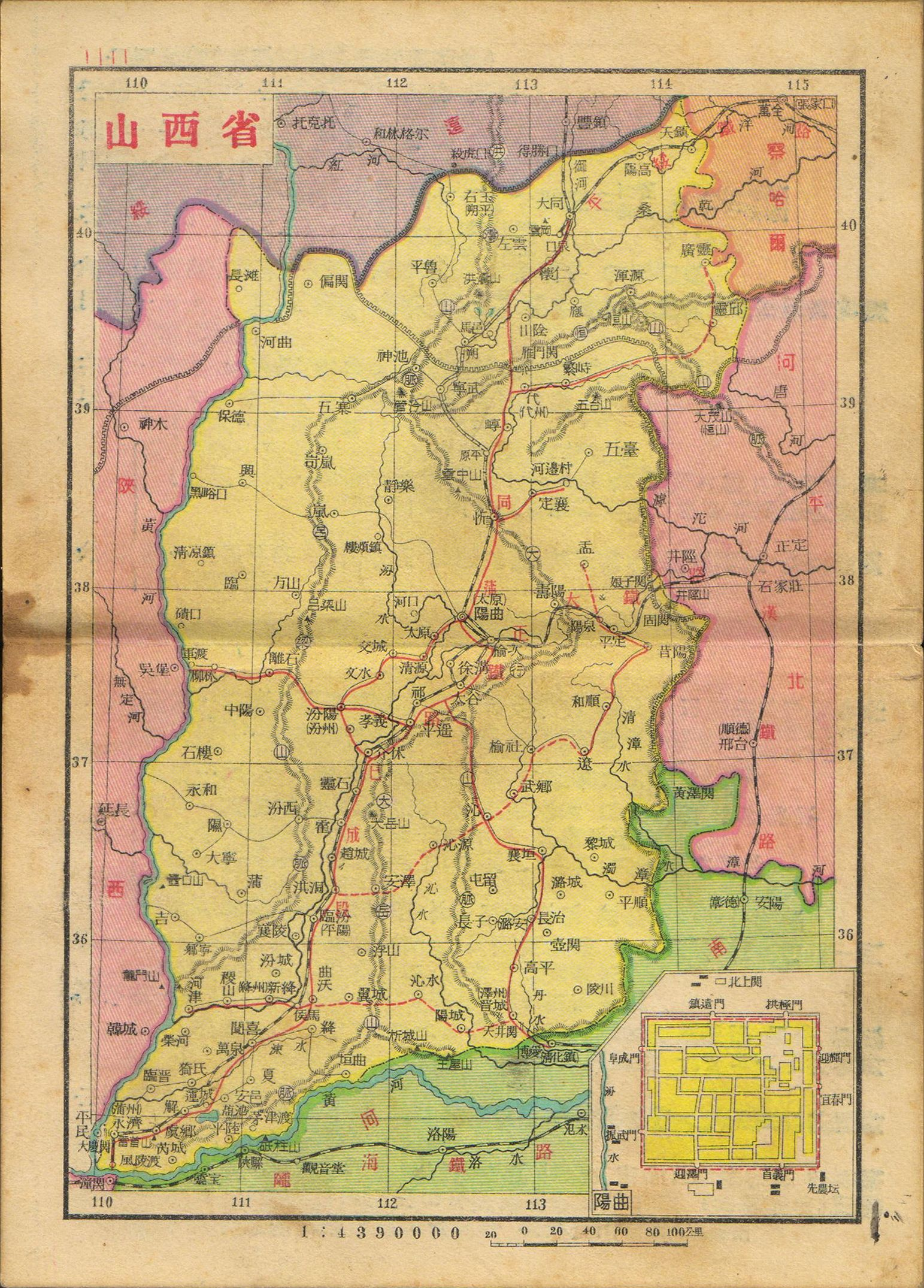
亞新地學社1936年《袖珍中華全圖》的山西省地圖

全省轄境同清代，大抵為今山西省全境及內蒙古中部，民國二年（1913年）11月，歸化（含綏遠），薩拉齊、清水河、托克托、和林格爾、五原、武川、東勝、豐鎮、寧遠、興和、陶林等12縣劃屬綏遠特別區，省轄區縮小，基本與今山西省相似，只有二處有所不同：一是河曲縣黃河以北地區，今己劃屬內蒙古；二是陽高縣東南部，今己劃屬河北省。民國三十六年（1947年）全省土地面積為156,419平方公里。東接河北省，北鄰綏遠省，西界陝西省，南接河南省。

## 歷史沿革

### 閻錫山統治時期
辛亥革命後，宣統三年九月八日（1911年10月29日），太原新軍起義，成立軍政府，軍閥閻錫山任山西都督，下設軍政、政事等7部。十月廿三日（12月13日），起義軍與清軍交戰失利，軍政府北上，於民國元年（1912年）1月8日退守包頭。此前，河東軍政府於宣統三年十一月十二日（1911年12月31日）在運城建立，至次年4月4日撤消。大同軍政府於民國元年1月初建立，15日失敗。民國二年（1913年）3月置民政長，由閻錫山擔任，為全省行政長官。民國三年（1914年）5月改民政長為巡按使，下設政務廳、財政廳等。閻錫山因曾支持袁世凱稱帝，獲封「一等侯」，之後亦繼續支持北洋政府。民國五年（1916年）7月6日，改巡按使為省長，由閻錫山擔任。民國六年（1917年）護法運動期間，閻錫山奉段祺瑞令帶兵赴湖南作戰。因山西省於清朝末年與民國初年為中國富庶省份之一，因此閻錫山也成為1910年代－1920年代中國的重要地方統治者之一。
民國十五年（1926年）北伐戰爭起，民國十六年（1927年）1月，蔣中正任命晉綏陸軍總司令閻錫山為國民革命軍北路總司令，6月閻錫山通電擁護三民主義，除五色旗，改懸青天白日紅旗，被任命為國民革命軍第三集團軍司令，與張作霖作戰；期間又裁撤山西省長公署，改建省政府，自任省政府首任主席，並任命各廳主管人員。民國十七年（1928年）3月，山西省政府在太原正式成立。民國十八年（1929年）閻錫山任陸海空軍副總司令。民國十九年（1930年）元旦，獲國民政府頒授一等寶鼎勳章，但隨後便與蔣中正就軍隊編遣意見左右，聯同馮玉祥，李宗仁在北平另組「國民政府」（閻任「國民政府」主席），引發中原大戰。9月，張學良通電支持蔣中正，並派兵入山海關。馮、閻大敗。閻錫山先到大連，之後再回山西。九一八事變後，國民黨內部尋求和解。閻於民國二十一年（1932年）3月任太原綏靖公署主任。

### 抗日戰爭時期
民國二十六年（1937年）7月抗戰開始後，國共合作形成，國民政府軍事委員會將山西劃為第二戰區，組織成立了第二戰區長官司令部，代替太原綏靖公署職權，設司令長官1人，由閻錫山出任，指揮晉綏軍六、七兩集團軍和國民黨中央湯恩伯部改編的第十三集團軍以及共產黨領導的八路軍改編的第十八集團軍等部隊進行抗戰。7月底，閻錫山在太原組織成立了山西省總動員實施委員會，設正副主任委員各1人，分別由閻錫山和省政府主席趙戴文充任。8月，閻錫山接受了共產黨關於在淪陷區成立戰地動員委員會的建議，在太原組織成立了第二戰區民族革命戰爭戰地動員委員會（簡稱戰動總會）。該會成為抗日民族統一戰線的具體組織形式。冬季，為適應抗戰需要，山西省政府依地形將山西劃為7個大行政區，每區設政治主任公署。11月8日，太原淪陷，山西省軍政機關撤至臨汾。山西籍贯著名教育界人士张国瑞先生，在陕西西安组建国立山西中学，但随着日本侵华局势愈加紧张，后迁至陕南洋县，1939年5月，按战区国立中学（详见：中華民國抗日戰爭時期國立中學）排序要求，国立山西中学更名为“国立第七中学”。简称“国立七中”。
民國二十七年（1938年）2月，在臨汾溫泉村召開第二戰區抗敵工作檢討會，組織成立了民族革命同志會，閻錫山任會長，下設高級幹部委員會和幹部委員會，規定該會為犧盟會、公道團以及一切抗日群眾團體的統一領導機構。行政區是閻錫山的中級行政機構。同月，政治主任公署改為督察專員公署。不久，又推行中心縣制。

### 抗戰以後

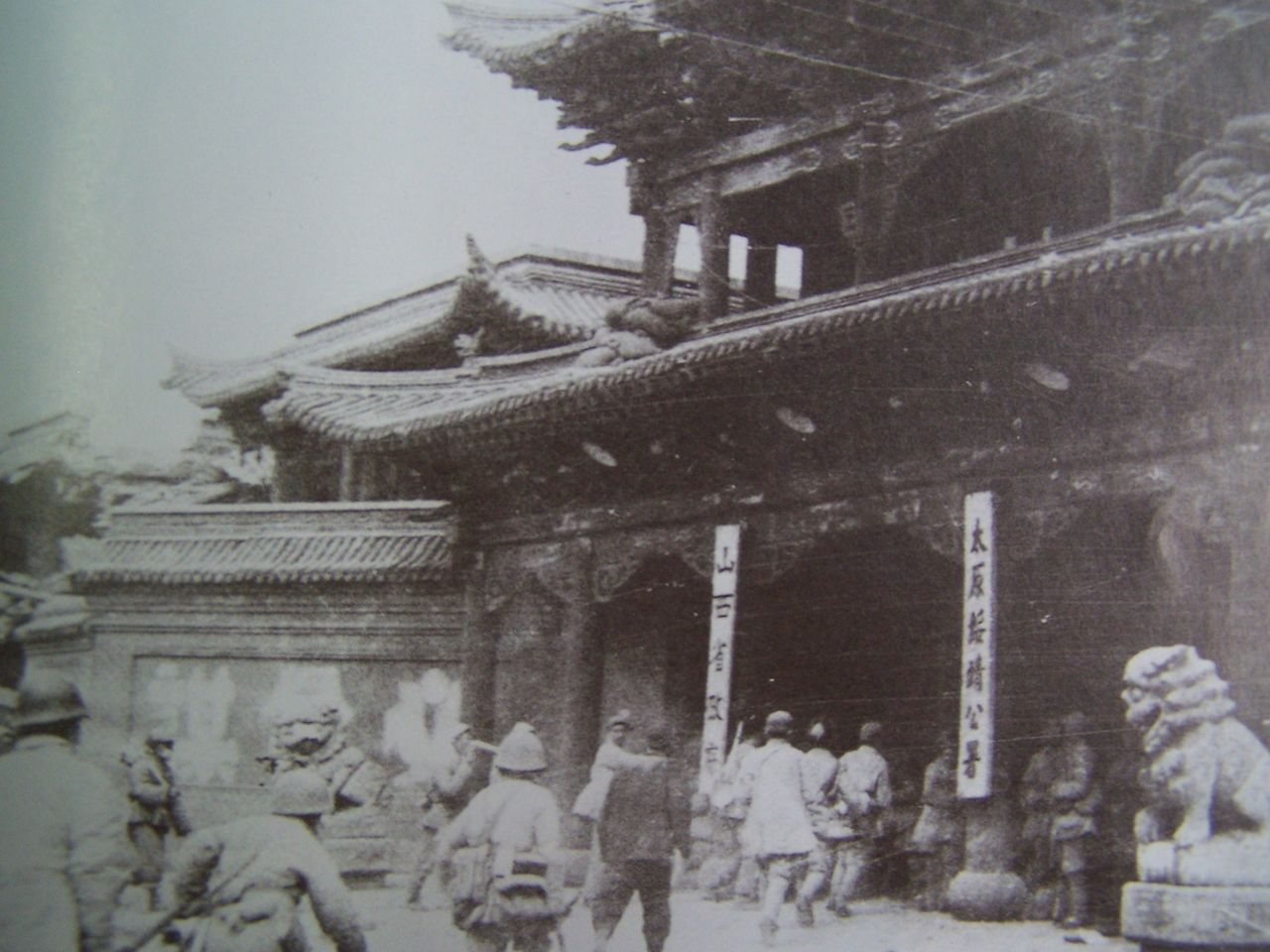
解放軍破城之日的太原綏靖公署兼山西省政府

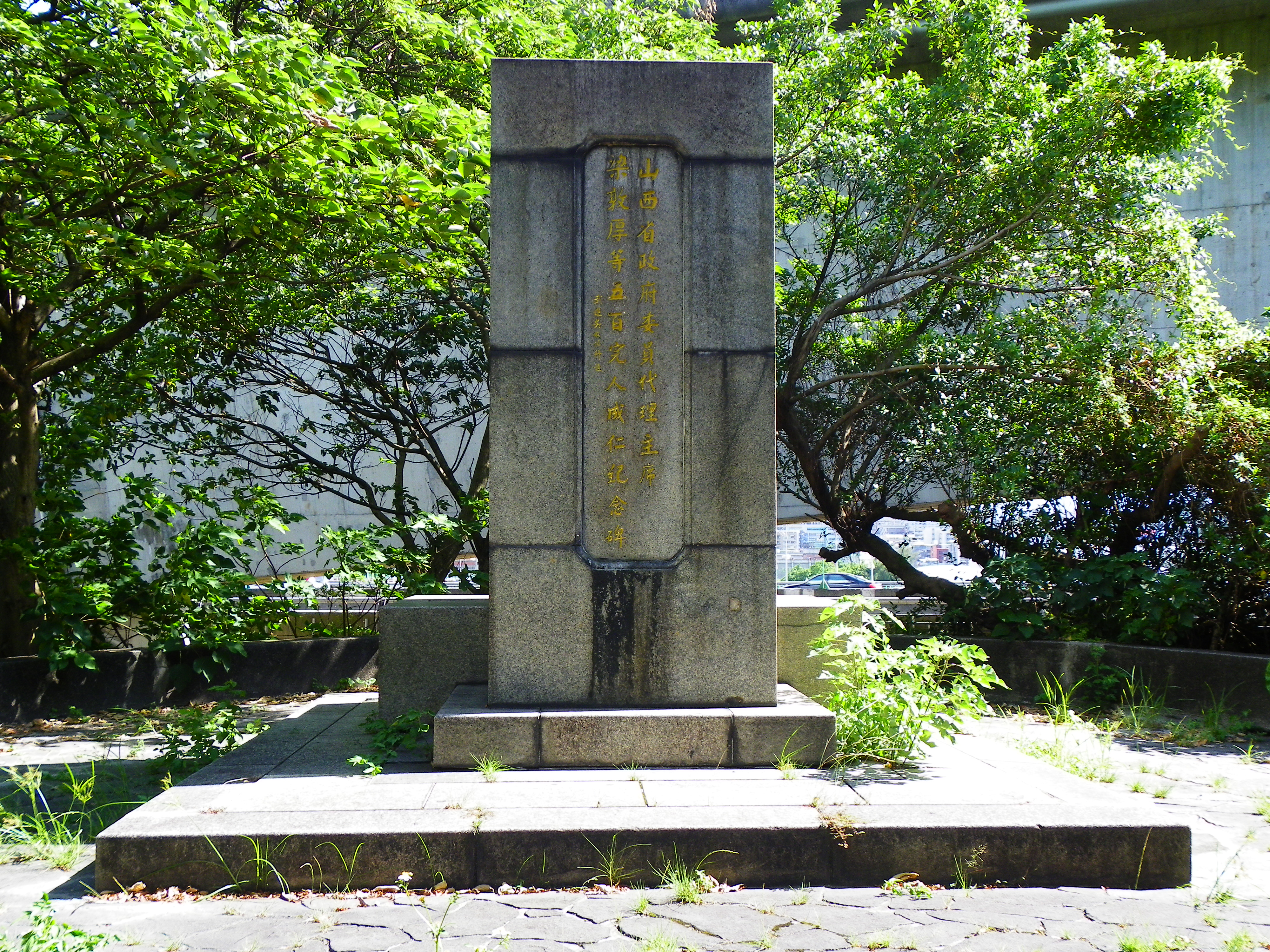
山西省政府委員代理主席梁敦厚等五百完人成仁紀念碑。

民國三十四年（1945年）8月，日本宣佈無條件投降後，閻錫山把山西省政府從晉西遷回太原，政府主席由閻錫山擔任。裁撤了視察委員會和編練處，又恢復了行署機構，重新設晉南、晉北兩個行署。民國三十五年（1946年）2月，奉南京國民黨中央令，在4廳1處外先後增設了警務處、社會處、新聞處、會議處、審核處、統計處、衛生處、地政局、文獻委員會、宣傳委員會、自然科學研究院等機構，並改組了省內行政區。5月，各區專員公署依照規定改為行政督察專員兼保安司令公署。
抗戰結束後，閻錫山部隊第19軍史澤波率4個師，於民國三十四年（1945年）8月下旬在上黨地區接受日軍投降，中共主動發動上黨戰役，第19軍被圍困於長治，閻錫山急令第7集團軍彭毓斌率領第23軍、第83軍前往救援。但援軍被全殲。史澤波於突圍中被俘。此役中共消滅了閻錫山11個師，佔了閻錫山部隊其總兵力的三分之一，以致閻錫山無法單獨據守山西，不得不藉助中央軍守衛山西，從而結束了閻錫山自民國初年獨佔山西的割據局面。
第二次国共内战全面爆發後，國軍與解放軍經歷晉北、大同、呂梁、晉南、運城、臨汾、晉中等幾場戰役，山西大部己被解放軍所攻略，國軍僅剩臨汾、太原、大同等幾座城市，閻錫山無奈離開自己的根據地山西。民國三十七年（1948年）5月中旬，臨汾被解放軍攻克；民國三十八年（1949年）4月24日，經歷長期包圍的太原被解放軍攻克，山西省代主席梁敦厚與閻慧卿等人集體自殺，守軍三萬餘人全滅。5月1日，大同守軍接受和平改編，從此中華民國政府在山西省政府機構徹底瓦解。
8月9日，中共華北人民政府決定撤銷太行、太岳、太原3行政區和陝甘寧邊區的晉南、晉西北2區50縣，合併設立山西省。9月1日，省人民政府在太原正式成立。下轄太原1地級市及興縣、忻縣、陽泉、汾陽、長治、翼城6專區。
國府遷臺後，曾於陪都臺北市設立「山西省政府臨時辦事處」，該處曾於民國三十九年（1950年）聯同內政部和臺灣省政府，為在太原保衛戰中殉難的官員和將士，於臺北圓山興建「太原五百完人成仁招魂冢」，並於隔年為已故的最後一任山西省政府代理主席梁敦厚出版《梁代主席化之文輯》，該處的具體組織和存廢年份不詳。而目前太原五百完人招魂塚也早已呈現荒廢狀態，被人們所遺忘。

## 行政區劃

### 省、縣之間的行政區

#### 省會
民國三十六年（1947年）4月前駐陽曲縣，此後駐太原市，均即今山西省太原市城區。抗戰期間曾遷移至吉縣，抗戰結束後又遷回太原。

#### 道制
辛亥革命後，山西省己將清代各道裁撤。民國二年（1913年）3月，置中路、北路、河東、歸綏4道11月，歸綏道劃屬綏遠特別區。民國三年（1914年）5月，改置冀寧、雁門、河東3道。民國十六年（1927年）廢道。
冀寧道
民國二年（1913年）3月置中路道。民國三年（1914年）5月改名。道尹為繁要缺，一等，駐陽曲縣（今太原市城區）。轄陽曲、太原、榆次、太谷、祁縣、交城、文水、嵐縣、興縣、徐溝、清源、岢嵐、汾陽、孝義、平遙、介休、石樓、臨縣、中陽、離石、長治、長子、屯留、襄垣、潞城、平順、壺關、黎城、晉城、高平、陽城、陵川、沁水、遼縣、和順、榆社、沁縣、沁源、武鄉、平定、昔陽、盂縣、壽陽等34縣。民國十六年（1927年）廢。
雁門道
民國二年（1913年）3月置北路道。民國三年（1914年）5月改名。道尹為簡缺，二等，駐代縣（今代縣駐地城關鎮）；民國四年6月遷駐大同縣（今大同市），道尹改為要缺，二等。轄大同、懷仁、山陰、陽高、天鎮、廣靈、靈丘、渾源、應縣、右玉、左雲、平魯、朔縣、馬邑、寧武、偏關、神池、五寨、忻縣、定襄、靜樂、代縣、五臺、崞縣、繁峙、保德、河曲等27縣。民國十六年（1927年）廢。
河東道
民國二年（1913年）3月置道。道尹為要缺，二等，駐安邑縣運城（今運城市）。轄臨汾、洪洞、浮山、鄉寧、安澤、曲沃、翼城、汾城、襄陵、吉縣、永濟、臨晉、虞鄉、榮河、萬泉、猗氏、解縣、安邑、夏縣、平陸、芮城、新絳、垣曲、聞喜、絳縣、稷山、河津、霍縣、汾西、靈石、趙城、隰城、大寧、蒲縣、永和等35縣。民國十六年（1927年）廢。

#### 行政督察區
民國二十六年（1937年）冬季，為適應抗戰需要，依地形將山西劃為7個大行政區，每區設政治主任公署。民國二十七年（1938年）2月，省政府將7個大行政區，改設為9個行政督察區，政治主任公署改稱行政督察專員公署，但均未得到行政院的核准。民國三十四年（1945年）8月，全省劃為16個行政督察區：
- 山西省政府直轄區，轄太原市。
- 第一區，專署駐地未定，轄平定、壽陽、盂縣、定襄、五臺、代縣、繁峙7縣。
- 第二區，專署駐地未定，轄崞縣、忻縣、寧武、靜樂、保德、五寨、岢嵐7縣。
- 第三區，專署駐地未定，轄昔陽、和順、遼縣、榆社、沁縣、沁源、襄垣、黎城、武鄉9縣。
- 第四區，專署駐石樓縣，轄石樓、離石、中陽、臨縣、方山、嵐縣、興縣7縣。
- 第五區，專署駐浮山縣，轄浮山、晉城、高平、陵川、陽城、沁水、長子、屯留、長治、潞城、平順、壺關12縣。
- 第六區，專署駐隰縣，轄隰縣、大寧、永和3縣。
- 第七區，專署駐平陸縣，轄平陸、永濟、虞鄉、解縣、聞喜、夏縣、芮城、垣曲、絳縣、翼城、曲沃11縣。
- 第八區，專署駐地未定，轄陽曲、太原、徐溝、清源、交城、祁縣、太谷、榆次8縣。
- 第九區，專署駐鄉寧縣，轄鄉寧、稷山、河津、新絳4縣。
- 第十區，專署駐地未定，轄靈丘、廣靈、山陰、應縣、渾源、陽高、天鎮、大同8縣。
- 第十一區，專署駐地未定，轄懷仁、左雲、右玉、`神池、朔縣、偏關、平魯、河曲8縣。
- 第十二區，專署駐汾西縣，轄汾西、靈石、霍縣3縣。
- 第十三區，專署駐蒲縣，轄蒲縣、安澤、臨汾、洪洞、趙城5縣。
- 第十四區，專署駐吉縣，轄吉縣、汾城、襄陵3縣。
- 第十五區，專署駐萬泉縣，轄萬泉、安邑、榮河、臨晉、猗氏5縣。
- 第十六區，專署駐孝義縣，轄孝義、汾陽、平遙、介休、文水5縣。

此後，改設14個行政督察區，太原市及陽曲、榆次、徐溝、清源、晉源5縣由省政府直轄：
- 山西省政府直轄區，轄太原市及陽曲、榆次、徐溝、清源、晉源5縣。
- 第一區，專署駐靈石縣，轄靈石、祁縣、太谷、平遙、交城、文水、介休7縣。
- 第二區，專署駐平定縣，轄平定、盂縣、壽陽、昔陽、和順、遼縣、榆社7縣。
- 第三區，專署駐忻縣，轄忻縣、崞縣、代縣、繁峙、五臺、定襄、靜樂7縣。
- 第四區，專署駐汾陽縣，轄汾陽、中陽、離石、臨縣、興縣、嵐縣、方山、孝義8縣。
- 第五區，專署駐曲沃縣，轄曲沃、晉城、陵川、壺關、高平、沁水、陽城、翼城8縣。
- 第六區，專署駐隰縣，轄隰縣、大寧、永和、石樓、蒲縣、汾西6縣。
- 第七區，專署駐解縣，轄解縣、虞鄉、臨晉、永濟、芮城、平陸6縣。
- 第八區，專署駐寧武縣，轄寧武、神池、河曲、保德、岢嵐、五寨、朔縣7縣。
- 第九區，專署駐鄉寧縣，轄鄉寧、吉縣、河津、稷山、新絳、汾城6縣。
- 第十區，專署駐大同縣，轄大同、懷仁、陽高、天鎮、渾源、廣靈、靈丘7縣。
- 第十一區，專署駐右玉縣，轄右玉、山陰、應縣、左雲、平魯、偏關6縣。
- 第十二區，專署駐臨汾縣，轄臨汾、洪洞、趙城、安澤、浮山、霍縣、襄陵7縣。
- 第十三區，專署駐長治縣，轄長治、潞城、襄垣、武鄉、沁縣、屯留、長子、黎城、沁源、平順10縣。
- 第十四區，專署駐安邑縣，轄安邑、夏縣、垣曲、聞喜、萬泉、猗氏、絳縣、榮河8縣。

### 縣級行政區
清代山西省在宣統三年（1911年）時，分為9府、12直隸廳及10直隸州，下轄6州、65縣。民國元年（1912年）1月，廢除府、州、廳建制，一律改縣，計69縣。民國初，將徐溝縣的清源鄉、潞城縣的平順鄉、朔縣的馬邑鄉，改制為縣。民國四年（1915年）內務部呈准裁並清源、平順、馬邑3縣，民國6年5月，復置清源、平順2縣。後在省、縣之間設道級政區。民國15年（1926年）廢除道級建制，實行省、縣兩級行政區。民國38年（1949年）時，山西省劃分為14行政督察區，下轄1市、105縣。民國77年（1988年）7月，行政院公布《中華民國各省（市）縣（市）行政區域代碼》，為各省縣市編定代碼，該法規於民國94年（2005年）10月停用。山西省各縣、市沿革情況如下：
| 山西省     | 山西省     | 山西省 | 山西省 | 山西省 | 山西省                              | 山西省       | 山西省 |
| 行政督察區 | 專署駐地   | 代碼   | 縣等級 | 縣市局 | 駐地(2023年4月)                     | 北洋時期     | 沿革 |
| ---------- | ---------- | ------ | ------ | ------ | ----------------------------------- | ------------ | --- |
| 省政府直轄 | 省政府直轄 | 18001  | 不適用 | 太原市 | 今太原市城區                        | (冀寧道)     | 民國10年（1921年），山西省政府設市政公所，管理省城以及城廂地區的市政建設。抗戰期間，汪精衛政權於民國30年（1941年）11月設立太原市。民國36年（1947年）4月，核准析陽曲縣城區置，為山西省會。 |
| 省政府直轄 | 省政府直轄 | 18002  | 一等   | 陽曲縣 | 今太原市城區                        | 冀寧道(駐地) | 清代為太原府附郭陽曲縣，民國元年（1912年）5月裁府留縣。民國36年（1947年）4月前為山西省省會。                                                                                              |
| 省政府直轄 | 省政府直轄 | 18003  | 二等   | 晉源縣 | 今太原市晉源區駐地晉源街道          | 冀寧道       | 清代為太原縣。因與新設太原市同名，民國36年（1947年）6月易名。 |
| 省政府直轄 | 省政府直轄 | 18004  | 一等   | 榆次縣 | 今晉中市榆次區駐地新建街道          | 冀寧道       | |
| 省政府直轄 | 省政府直轄 | 18013  | 三等   | 徐溝縣 | 今清徐縣東南徐溝鎮                  | 冀寧道       | |
| 省政府直轄 | 省政府直轄 | 18014  | 三等   | 清源縣 | 今清徐縣駐地清源鎮                  | 冀寧道       | 民國元年（1912年）5月析徐溝縣清源鄉置，以清代舊名得名。民國4年（1915年）3月裁入徐溝縣。民國6年（1917年）5月復置。                                                                         |
| 第一區     | 靈石縣     | 18005  | 二等   | 太谷縣 | 今晉中市太谷區駐地明星鎮            | 冀寧道       | |
| 第一區     | 靈石縣     | 18006  | 二等   | 祁縣   | 今祁縣駐地昭餘鎮                    | 冀寧道       | |
| 第一區     | 靈石縣     | 18007  | 二等   | 交城縣 | 今交城縣駐地天寧鎮                  | 冀寧道       | |
| 第一區     | 靈石縣     | 18008  | 一等   | 文水縣 | 今文水縣駐地鳳城鎮                  | 冀寧道       | |
| 第一區     | 靈石縣     | 18018  | 一等   | 平遙縣 | 今平遙縣駐地古陶鎮                  | 冀寧道       | |
| 第一區     | 靈石縣     | 18019  | 二等   | 介休縣 | 今介休市駐地北關街道                | 冀寧道       | |
| 第一區     | 靈石縣     | 18101  | 二等   | 靈石縣 | 今靈石縣駐地翠峰鎮                  | 河東道       | |
| 第二區     | 平定縣     | 18031  | 三等   | 榆社縣 | 今榆社縣駐地箕城鎮                  | 冀寧道       | |
| 第二區     | 平定縣     | 18040  | 二等   | 遼縣   | 今左權縣駐地遼陽鎮                  | 冀寧道       | 清代為遼州直隸州直轄地，民國元年（1912年）5月改置縣。 |
| 第二區     | 平定縣     | 18041  | 三等   | 和順縣 | 今和順縣駐地義興鎮                  | 冀寧道       | |
| 第二區     | 平定縣     | 18046  | 一等   | 平定縣 | 今平定縣駐地冠山鎮                  | 冀寧道       | 清代為平定直隸州直轄地，民國元年（1912年）5月改置縣。 |
| 第二區     | 平定縣     | 18047  | 三等   | 昔陽縣 | 今昔陽縣駐地樂平鎮                  | 冀寧道       | 民國元年（1912年）5月析平定直隸州樂平鄉置樂平縣，以清代舊縣名得名。因與江西省縣名重名，民國三年（1914年）1月易名。縣駐地東五十里出有昔陽城，故名。                                        |
| 第二區     | 平定縣     | 18048  | 二等   | 盂縣   | 今盂縣駐地秀水鎮                    | 冀寧道       | |
| 第二區     | 平定縣     | 18049  | 二等   | 壽陽縣 | 今壽陽縣駐地朝陽鎮                  | 冀寧道       | |
| 第三區     | 忻縣       | 18042  | 一等   | 代縣   | 今代縣駐地上館鎮                    | 雁門道       | 清代為代州直隸州直轄地，民國元年（1912年）5月改置縣。 |
| 第三區     | 忻縣       | 18062  | 三等   | 定襄縣 | 今定襄縣駐地晉昌鎮                  | 雁門道       | |
| 第三區     | 忻縣       | 18063  | 三等   | 靜樂縣 | 今靜樂縣駐地鵝城鎮                  | 雁門道       | |
| 第三區     | 忻縣       | 18064  | 二等   | 五臺縣 | 今五臺縣駐地臺城鎮                  | 雁門道       | |
| 第三區     | 忻縣       | 18065  | 一等   | 崞縣   | 今原平市北崞陽鎮                    | 雁門道       | |
| 第三區     | 忻縣       | 18066  | 二等   | 繁峙縣 | 今繁峙縣駐地繁城鎮                  | 雁門道       | |
| 第三區     | 忻縣       | 18070  | 一等   | 忻縣   | 今忻州市城區                        | 雁門道       | 清代為忻州直隸州直轄地，民國元年（1912年）5月改置縣。 |
| 第四區     | 汾陽縣     | 18009  | 三等   | 嵐縣   | 今嵐縣北嵐城鎮                      | 冀寧道       | |
| 第四區     | 汾陽縣     | 18010  | 三等   | 興縣   | 今興縣駐地蔚汾鎮                    | 冀寧道       | |
| 第四區     | 汾陽縣     | 18011  | 三等   | 中陽縣 | 今中陽縣駐地寧鄉鎮                  | 冀寧道       | 清代為寧鄉縣，因與湖南省縣名重名，民國三年（1914年）1月易名，以西漢中陽縣駐地在縣西25里處，故名。                                                                                         |
| 第四區     | 汾陽縣     | 18012  | 二等   | 離石縣 | 今呂梁市離石區駐地濱河街道          | 冀寧道       | 清代為永寧州，民國元年（1912年）5月改置縣。因與河南、廣西、江西、貴州4省縣名重名，民國三年（1914年）1月易名。以境內離石山得名。                                                           |
| 第四區     | 汾陽縣     | 18016  | 一等   | 汾陽縣 | 今汾陽市駐地太和橋街道              | 冀寧道       | 清代為汾州府附郭汾陽縣，民國元年（1912年）5月裁府留縣。 |
| 第四區     | 汾陽縣     | 18017  | 二等   | 孝義縣 | 今孝義市駐地新義街道                | 冀寧道       | |
| 第四區     | 汾陽縣     | 18021  | 二等   | 臨縣   | 今臨縣駐地臨泉鎮                    | 冀寧道       | |
| 第四區     | 汾陽縣     | 18024  | 三等   | 方山縣 | 今方山縣駐地圪洞鎮 東北積翠鎮方山村 | 冀寧道       | 民國七年（1918年）3月析離石縣北部磧石、柳林、方山3處縣佐轄境置，因縣境有方山，故名。 |
| 第五區     | 曲沃縣     | 18022  | 二等   | 壺關縣 | 今壺關縣駐地龍泉鎮                  | 冀寧道       | |
| 第五區     | 曲沃縣     | 18035  | 一等   | 晉城縣 | 今晉城市城區                        | 冀寧道       | 清代為澤州府附郭鳳臺縣，民國元年（1912年）5月裁府留縣。因與安徽省縣名重名，民國三年（1914年）1月易名。以唐代晉城縣命名。                                                                  |
| 第五區     | 曲沃縣     | 18036  | 一等   | 高平縣 | 今高平市駐地北城街街道              | 冀寧道       | |
| 第五區     | 曲沃縣     | 18037  | 二等   | 陽城縣 | 今陽城縣駐地鳳城鎮                  | 冀寧道       | |
| 第五區     | 曲沃縣     | 18038  | 二等   | 陵川縣 | 今陵川縣駐地崇文鎮                  | 冀寧道       | |
| 第五區     | 曲沃縣     | 18039  | 三等   | 沁水縣 | 今沁水縣駐地龍港鎮                  | 冀寧道       | |
| 第五區     | 曲沃縣     | 18078  | 一等   | 曲沃縣 | 今曲沃縣駐地樂昌鎮                  | 河東道       | |
| 第五區     | 曲沃縣     | 18079  | 二等   | 翼城縣 | 今翼城縣駐地唐興鎮                  | 河東道       | |
| 第六區     | 隰縣       | 18020  | 三等   | 石樓縣 | 今石樓縣駐地靈泉鎮                  | 冀寧道       | |
| 第六區     | 隰縣       | 18100  | 三等   | 汾西縣 | 今汾西縣駐地永安鎮                  | 河東道       | |
| 第六區     | 隰縣       | 18103  | 三等   | 隰縣   | 今隰縣駐地龍泉鎮                    | 河東道       | 清代為隰州直隸州，民國元年（1912年）5月改置縣。 |
| 第六區     | 隰縣       | 18104  | 三等   | 大寧縣 | 今大寧縣駐地昕水鎮                  | 河東道       | |
| 第六區     | 隰縣       | 18105  | 三等   | 蒲縣   | 今蒲縣駐地蒲城鎮                    | 河東道       | |
| 第六區     | 隰縣       | 18106  | 三等   | 永和縣 | 今永和縣駐地芝河鎮                  | 河東道       | |
| 第七區     | 解縣       | 18083  | 一等   | 永濟縣 | 今永濟市西蒲州鎮                    | 河東道       | 清代為蒲州府附郭永濟縣，民國元年（1912年）5月裁府留縣。 |
| 第七區     | 解縣       | 18084  | 一等   | 臨晉縣 | 今臨猗縣西南臨晉鎮                  | 河東道       | |
| 第七區     | 解縣       | 18085  | 三等   | 虞鄉縣 | 今永濟市東虞鄉鎮                    | 河東道       | |
| 第七區     | 解縣       | 18089  | 二等   | 解縣   | 今運城市鹽湖區西南解州鎮            | 河東道       | 清代為解州直隸州，民國元年（1912年）5月改置縣。 |
| 第七區     | 解縣       | 18090  | 二等   | 芮城縣 | 今芮城縣駐地古魏鎮                  | 河東道       | |
| 第七區     | 解縣       | 18097  | 二等   | 平陸縣 | 今平陸縣西南三門峽水庫區            | 河東道       | |
| 第八區     | 寧武縣     | 18015  | 三等   | 岢嵐縣 | 今岢嵐縣駐地嵐漪鎮                  | 冀寧道       | 清代為岢嵐州，民國元年（1912年）5月改置縣。 |
| 第八區     | 寧武縣     | 18054  | 一等   | 朔縣   | 今朔州市城區                        | 雁門道       | 清代為朔州，民國元年（1912年）5月改置縣。 |
| 第八區     | 寧武縣     | 18055  | 二等   | 寧武縣 | 今寧武縣駐地鳳凰鎮                  | 雁門道       | 清代為寧武府附郭寧武縣，民國元年（1912年）5月裁府留縣。 |
| 第八區     | 寧武縣     | 18056  | 三等   | 神池縣 | 今神池縣駐地龍泉鎮                  | 雁門道       | |
| 第八區     | 寧武縣     | 18067  | 二等   | 保德縣 | 今保德縣駐地東關鎮                  | 雁門道       | 清代為保德直隸州，民國元年（1912年）5月改置縣。 |
| 第八區     | 寧武縣     | 18069  | 三等   | 五寨縣 | 今五寨縣駐地硯城鎮                  | 雁門道       | |
| 第八區     | 寧武縣     | 18071  | 二等   | 河曲縣 | 今河曲縣駐地文筆鎮                  | 雁門道       | |
| 第九區     | 鄉寧縣     | 18076  | 三等   | 鄉寧縣 | 今鄉寧縣駐地昌寧鎮                  | 河東道       | |
| 第九區     | 鄉寧縣     | 18080  | 二等   | 汾城縣 | 今襄汾縣西南汾城鎮                  | 河東道       | 清代為太平縣，因與安徽、浙江、四川、江蘇4省縣名重名，民國三年（1914年）1月易名。因汾水得名。                                                                                              |
| 第九區     | 鄉寧縣     | 18082  | 三等   | 吉縣   | 今吉縣駐地吉昌鎮                    | 河東道       | 清代為吉州，民國元年（1912年）5月改置縣。 |
| 第九區     | 鄉寧縣     | 18091  | 一等   | 新絳縣 | 今新绛縣駐地龍興鎮                  | 河東道       | 清代為絳州直隸州，民國元年（1912年）5月改置縣。 |
| 第九區     | 鄉寧縣     | 18095  | 二等   | 稷山縣 | 今稷山縣駐地稷峰鎮                  | 河東道       | |
| 第九區     | 鄉寧縣     | 18098  | 二等   | 河津縣 | 今河津市城區街道                    | 河東道       | |
| 第十區     | 大同縣     | 18043  | 三等   | 懷仁縣 | 今懷仁市駐地雲中鎮                  | 雁門道       | |
| 第十區     | 大同縣     | 18045  | 二等   | 陽高縣 | 今陽高縣駐地龍泉鎮                  | 雁門道       | |
| 第十區     | 大同縣     | 18050  | 一等   | 大同縣 | 今大同市城區                        | 雁門道(駐地) | 清代為大同府附郭大同縣，民國元年（1912年）5月裁府留縣。 |
| 第十區     | 大同縣     | 18057  | 二等   | 天鎮縣 | 今天鎮縣駐地玉泉鎮                  | 雁門道       | |
| 第十區     | 大同縣     | 18058  | 三等   | 廣靈縣 | 今廣靈縣駐地壺泉鎮                  | 雁門道       | |
| 第十區     | 大同縣     | 18059  | 二等   | 靈邱縣 | 今靈丘縣駐地武靈鎮                  | 雁門道       | |
| 第十區     | 大同縣     | 18060  | 一等   | 渾源縣 | 今渾源縣駐地永安鎮                  | 雁門道       | 清代為渾源州，民國元年（1912年）5月改置縣。 |
| 第十一區   | 右玉縣     | 18044  | 三等   | 山陰縣 | 今山陰縣東南古城鎮                  | 雁門道       | |
| 第十一區   | 右玉縣     | 18051  | 二等   | 右玉縣 | 今右玉縣西北右衛鎮                  | 雁門道       | 清代為朔平府附郭右玉縣，民國元年（1912年）5月裁府留縣。 |
| 第十一區   | 右玉縣     | 18052  | 二等   | 左雲縣 | 今左雲縣駐地雲興鎮                  | 雁門道       | |
| 第十一區   | 右玉縣     | 18053  | 三等   | 平魯縣 | 今平魯區駐地井坪鎮西北鳳凰城鎮      | 雁門道       | |
| 第十一區   | 右玉縣     | 18061  | 三等   | 應縣   | 今應縣駐地金城鎮                    | 雁門道       | 清代為應州，民國元年（1912年）5月改置縣。 |
| 第十一區   | 右玉縣     | 18068  | 三等   | 偏關縣 | 今偏關縣駐地新關鎮                  | 雁門道       | |
| 第十二區   | 臨汾縣     | 18073  | 一等   | 臨汾縣 | 今臨汾市城區                        | 河東道       | 清代為臨汾府附郭臨汾縣，民國元年（1912年）5月裁府留縣。 |
| 第十二區   | 臨汾縣     | 18074  | 二等   | 洪洞縣 | 今洪洞縣駐地大槐樹鎮                | 河東道       | |
| 第十二區   | 臨汾縣     | 18075  | 三等   | 浮山縣 | 今浮山縣駐地天壇鎮                  | 河東道       | |
| 第十二區   | 臨汾縣     | 18077  | 三等   | 安澤縣 | 今古縣駐地岳陽鎮                    | 河東道       | 清代為岳陽縣，因與湖南省縣名重名，民國三年（1914年）6月易名。以北魏安澤縣命名。 |
| 第十二區   | 臨汾縣     | 18081  | 二等   | 襄陵縣 | 今襄汾縣北襄陵鎮                    | 河東道       | |
| 第十二區   | 臨汾縣     | 18099  | 二等   | 霍縣   | 今霍州市駐地開元街街道              | 河東道       | 清代為霍州直隸州，民國元年（1912年）5月改置縣。 |
| 第十二區   | 臨汾縣     | 18102  | 二等   | 趙城縣 | 今洪洞縣北趙城鎮                    | 河東道       | |
| 第十三區   | 長治縣     | 18023  | 三等   | 黎城縣 | 今黎城縣駐地黎侯鎮                  | 冀寧道       | |
| 第十三區   | 長治縣     | 18025  | 一等   | 長治縣 | 今長治市城區                        | 冀寧道       | 清代為潞安府附郭長治縣，民國元年（1912年）5月裁府留縣。 |
| 第十三區   | 長治縣     | 18026  | 二等   | 長子縣 | 今長子縣駐地丹朱鎮                  | 冀寧道       | |
| 第十三區   | 長治縣     | 18027  | 三等   | 屯留縣 | 今長治市屯留區駐地麟绛鎮            | 冀寧道       | |
| 第十三區   | 長治縣     | 18028  | 二等   | 襄垣縣 | 今襄垣縣駐地古韓鎮                  | 冀寧道       | |
| 第十三區   | 長治縣     | 18029  | 三等   | 潞城縣 | 今長治市潞城區駐地潞華街道          | 冀寧道       | |
| 第十三區   | 長治縣     | 18030  | 三等   | 平順縣 | 今平順縣駐地青羊鎮                  | 冀寧道       | 民國元年（1912年）5月析潞城縣平順鄉置，以清代舊縣名得名。民國四年（1915年）3月裁入潞城縣。民國六年（1917年）5月復置。                                                                     |
| 第十三區   | 長治縣     | 18032  | 二等   | 沁縣   | 今沁縣駐地定昌鎮                    | 冀寧道       | 清代為沁州直隸州直轄地，民國元年（1912年）5月改置縣。 |
| 第十三區   | 長治縣     | 18033  | 三等   | 沁源縣 | 今沁陽縣駐地沁河鎮                  | 冀寧道       | |
| 第十三區   | 長治縣     | 18034  | 三等   | 武鄉縣 | 今武鄉縣東故縣鄉                    | 冀寧道       | |
| 第十四區   | 安邑縣     | 18072  | 一等   | 安邑縣 | 今運城市鹽湖區東北安邑街道          | 河東道(駐地) | |
| 第十四區   | 安邑縣     | 18086  | 二等   | 榮河縣 | 寶井（今萬榮縣西南榮河鎮）          | 河東道       | |
| 第十四區   | 安邑縣     | 18087  | 三等   | 萬泉縣 | 古城（今萬榮縣西南萬泉鄉）          | 河東道       | |
| 第十四區   | 安邑縣     | 18088  | 二等   | 猗氏縣 | 今臨猗縣駐地猗氏镇                  | 河東道       | |
| 第十四區   | 安邑縣     | 18092  | 三等   | 垣曲縣 | 今垣曲縣東南古城鎮                  | 河東道       | |
| 第十四區   | 安邑縣     | 18093  | 一等   | 聞喜縣 | 今聞喜縣駐地桐城鎮                  | 河東道       | |
| 第十四區   | 安邑縣     | 18094  | 三等   | 絳縣   | 今绛縣駐地古绛鎮                    | 河東道       | |
| 第十四區   | 安邑縣     | 18096  | 二等   | 夏縣   | 今夏縣駐地瑤峰鎮                    | 河東道       | |
| 其他       | 其他       | 不適用 | 不適用 | 馬邑縣 | 今朔州市朔城區西北神頭鎮馬邑村      | 雁門道       | 民國元年（1912年）5月析朔州馬邑鄉置，以舊縣名得名。民國4年（1915年）3月裁入朔縣。 |

## 行政區劃年表
| 山西省行政區劃年表                                                        |          |     |    |    |      | |
| 說明：「?」表示不能確定其發生年份或月份，故放於最有可能的一年內，詳見注釋 |          |     |    |    |      | |
| 西元                                                                      | 民國紀元 | 縣  | 市 | 局 | 其他 | 行政區劃變更 |
| 1912年                                                                    | 民國1年  | 105 |    |    |      | - 廢太原府留陽曲縣（5月） - 析徐溝縣置清源縣（5月） - 改遼州直隸州為遼縣（5月） - 改平定直隸州為平定縣（5月） - 析平定縣置樂平縣（5月） - 改代州直隸州為代縣（5月） - 改忻州直隸州為忻縣（5月） - 改永寧州為永寧縣（5月） - 廢汾州府留汾陽縣（5月） - 廢澤州府留鳳台縣（5月） - 改隰州直隸州為隰縣（5月） - 廢蒲州府留永濟縣（5月） - 改解州直隸州為解縣（5月） - 改岢嵐州為岢嵐縣（5月） - 改朔州為朔縣（5月） - 廢寧武府留寧武縣（5月） - 改保德直隸州為保德縣（5月） - 改吉州為吉縣（5月） - 改绛州直隸州為绛縣（5月） - 廢大同府留大同縣（5月） - 改渾源州為渾源縣（5月） - 廢朔平府留右玉縣（5月） - 改應州為應縣（5月） - 廢臨汾府留臨汾縣（5月） - 改霍州直隸州為霍縣（5月） - 廢潞安府留長治縣（5月） - 析潞城縣置平順縣（5月） - 改沁州直隸州為沁縣（5月） - 析朔縣置馬邑縣（5月） |
| 1913年                                                                    | 民國2年  | 105 |    |    |      | |
| 1914年                                                                    | 民國3年  | 105 |    |    |      | - 樂平縣改名昔陽縣（1月） - 寧鄉縣改名中陽縣（1月） - 永寧縣改名離石縣（1月） - 鳳台縣改名晉城縣（1月） - 太平縣改名汾城縣（1月） - 岳陽縣改名安澤縣（1月） |
| 1915年                                                                    | 民國4年  | 102 |    |    |      | - 清源縣併入徐溝縣（3月） - 平順縣併入潞城縣（3月） - 馬邑縣併入朔縣（3月） |
| 1916年                                                                    | 民國5年  | 102 |    |    |      | |
| 1917年                                                                    | 民國6年  | 104 |    |    |      | - 析徐溝縣復置清源縣（5月） - 析潞城縣復置平順縣（5月） |
| 1918年                                                                    | 民國7年  | 105 |    |    |      | - 析離石縣置方山縣（3月） |
| 1919年                                                                    | 民國8年  | 105 |    |    |      | |
| 1920年                                                                    | 民國9年  | 105 |    |    |      | |
| 1921年                                                                    | 民國10年 | 105 |    |    |      | |
| 1922年                                                                    | 民國11年 | 105 |    |    |      | |
| 1923年                                                                    | 民國12年 | 105 |    |    |      | |
| 1924年                                                                    | 民國13年 | 105 |    |    |      | |
| 1925年                                                                    | 民國14年 | 105 |    |    |      | |
| 1926年                                                                    | 民國15年 | 105 |    |    |      | |
| 1927年                                                                    | 民國16年 | 105 |    |    |      | |
| 1928年                                                                    | 民國17年 | 105 |    |    |      | |
| 1930年                                                                    | 民國19年 | 105 |    |    |      | |
| 1931年                                                                    | 民國20年 | 105 |    |    |      | |
| 1932年                                                                    | 民國21年 | 105 |    |    |      | |
| 1933年                                                                    | 民國22年 | 105 |    |    |      | |
| 1934年                                                                    | 民國23年 | 105 |    |    |      | |
| 1935年                                                                    | 民國24年 | 105 |    |    |      | |
| 1936年                                                                    | 民國25年 | 105 |    |    |      | |
| 1937年                                                                    | 民國26年 | 105 |    |    |      | |
| 1938年                                                                    | 民國27年 | 105 |    |    |      | |
| 1939年                                                                    | 民國28年 | 105 |    |    |      | |
| 1940年                                                                    | 民國29年 | 105 |    |    |      | |
| 1941年                                                                    | 民國30年 | 105 |    |    |      | |
| 1942年                                                                    | 民國31年 | 105 |    |    |      | |
| 1943年                                                                    | 民國32年 | 105 |    |    |      | |
| 1944年                                                                    | 民國33年 | 105 |    |    |      | |
| 1945年                                                                    | 民國34年 | 105 |    |    |      | |
| 1946年                                                                    | 民國35年 | 105 |    |    |      | |
| 1947年                                                                    | 民國36年 | 105 | 1  |    |      | - 析陽曲縣置太原市（4月） - 太原縣改名晉源縣（6月） |
| 1948年                                                                    | 民國37年 | 105 | 1  |    |      | |
| 1949年                                                                    | 民國38年 | 105 | 1  |    |      | |

## 政府

### 北洋時期軍政長官
山西省都督
- 閻錫山（1912年3月15日 - 1914年6月30日）

山西省將軍
- 閻錫山（1914年6月30日 - 1916年7月6日）

山西省督軍
- 閻錫山（1916年7月6日 - 1925年1月17日）

山西省督辦
- 閻錫山（1925年1月17日 - 1927年6月3日）

### 北洋時期民政長官
山西省民政長
- 李盛鐸（1912年3月15日 - 1912年3月24日）
- 周渤（1912年3月24日 - 1912年5月6日，署任；1912年5月6日 - 1912年9月15日）
- 谷如墉（1912年9月15日 - 1912年12月30日）
- 張瑞璣（1912年12月30日 - 1913年1月23日，署任）
- 趙淵（1913年1月23日 - 1913年6月4日）
- 陳鈺（1913年5月13日 - 1913年6月4日，護；1913年6月4日 - 1914年5月23日）

山西省巡按使
- 陳鈺（1914年5月23日 - 1914年5月26日）
- 金永（1914年5月26日 - 1916年7月6日）

山西省省長
- 沈銘昌（1916年7月6日 - 1916年10月7日）
- 孫發緒（1916年10月7日 - 1917年9月3日）
- 閻錫山（1917年9月3日 - 1927年6月3日）

### 國民政府時期長官
山西省政府主席
- 閻錫山（1928年3月9日－1929年8月10日）
- 商震（1929年8月10日－1931年8月11日）
- 徐永昌（1931年8月11日－1931年10月3日，代理；1931年10月3日－1936年5月27日）
- 趙戴文（1936年5月27日－1943年12月17日，1938年5月16日起因病離任）
- 閻錫山（1938年5月16日－1944年3月15日，代理；1944年3月15日－1949年3月29日）
- 梁敦厚（1949年3月29日－1949年4月24日×，代理）